# El mercenario
Pour plus de détails, voir Fiche technique et Distribution.
El mercenario (Il mercenario), parfois traduit Le Mercenaire ou Un tueur professionnel, est un film italo-espagnol réalisé par Sergio Corbucci appartenant au genre du western zapata, sorti en 1968.
Le film se déroule à la veille de la révolution mexicaine. Dans une mine victime d'une mutinerie conduite par Paco Roman, un employé qui a fait exécuter les contremaîtres et humilier le responsable Alfonso Garcia, les propriétaires souhaitent cacher sept tonnes d'argent. Ils embauchent un mercenaire, le Polak, réputé pour ses qualités de tireur et pour avoir humilié un employé du casino tenu par Curly, lequel se lance à sa poursuite.

## Synopsis
Paco Roman est un péon qui se rebelle contre son patron, le riche propriétaire d'une mine d'argent. Il est capturé, mais heureusement sauvé par ses amis. Sergueï Kowalsky dit « le Polak » est un mercenaire polonais engagé par les deux frères Garcìa, propriétaires de la mine, pour mettre leur argent à l'abri de la révolution en traversant la frontière américano-mexicaine. Mais un hors-la-loi influent, surnommé Ricciolo, voit les trois hommes confabuler. Il poursuit les frères Garcìa pour découvrir pourquoi ils ont engagé Kowalski et les tue. Lorsque Kowalsky arrive à la mine où il avait rendez-vous avec l'un des frères, il le trouve mort, ainsi que beaucoup d'autres, et rencontre à la place Paco avec sa bande de révolutionnaires malmenés. Peu après, ils sont attaqués par les troupes mexicaines du colonel Alfonso Garcìa : Kowalsky se rend utile et aide Paco à les combattre, mais en tant que mercenaire, il leur fait payer cher son aide. Grâce à la stratégie du Polak, mais aussi et surtout grâce à la mitrailleuse Hotchkiss modèle 1914 qu'il avait apportée en prévision d'éventuels affrontements, les révolutionnaires battent l'armée. Kowalsky quitte alors le groupe, mais tombe dans une embuscade tendue par les hommes de Ricciolo. Il est sauvé par l'arrivée de Paco et de ses hommes, qui tuent les hommes de Ricciolo, qui est le seul à être relâché après avoir été dépouillé de tous ses vêtements. En partant, il jure de se venger de Kowalsky et de Paco. Paco engage alors définitivement Kowalsky pour qu'il lui enseigne la stratégie militaire qui lui permettra de mener la révolution.
Les révolutionnaires vont de ville en ville pour voler l'argent, les armes et les chevaux de l'armée. Ils libèrent également un prisonnier nommé Columba, qui se joint à eux. Paco décide de s'arrêter dans une ville pour défendre la population contre l'armée envoyée contre eux, et Kowalsky, après avoir vainement tenté de le convaincre que leurs forces sont trop faibles, les abandonne. Lorsque Paco et ses révolutionnaires s'enfuient ensuite, vaincus, ils retrouvent Kowalsky et conviennent à nouveau d'un accord, mais le mercenaire double cette fois le prix. Après une victoire des révolutionnaires, qui s'emparent d'une ville en battant un régiment entier, Paco fait prisonnier Kowalsky, qu'il accuse d'être trop gourmand, confisque tout l'argent qu'il lui a versé et épouse Columba. C'est alors que la ville est attaquée par les troupes du général Garcìa, rejointes par Curly. Paco se rend compte qu'il est incapable de gérer la situation et pense alors à demander à nouveau l'aide de Kowalsky, mais dès qu'il est libéré, il s'enfuit, laissant Paco emprisonné à son tour. Columba libère Paco et tous deux parviennent à s'enfuir avant que Ricciolo ne les retrouve.
Six mois plus tard, Kowalsky assiste à un spectacle de tauromachie et découvre que Paco a été sauvé, le reconnaissant comme l'un des clowns. Après la fin du spectacle, Ricciolo apparaît. Lui aussi a reconnu Paco et veut se venger. Ses hommes capturent le Mexicain et s'apprêtent à le tuer, lorsque Kowalsky intervient, tue ses complices et, après avoir désarmé Ricciolo, permet aux deux hommes de s'affronter en duel en leur donnant à tous deux un fusil à un seul coup, et en donnant le signal du duel par trois coups de cloche. Paco, bien que blessé, tue Ricciolo. Immédiatement après, Kowalsky, sachant que la tête de Paco est mise à prix, le capture et se rend au quartier général du 51e régiment pour la toucher. Columba, qui a tout vu, les précède au quartier général et fait semblant de vouloir trahir Paco, en indiquant aux soldats où ils peuvent les trouver. Atteint par les soldats, Kowalsky est arrêté en même temps que Paco, car une prime pèse désormais sur lui. Tous deux sont condamnés au peloton d'exécution, mais Columba, conformément à son plan et à l'aide de deux mitrailleuses, parvient à les faire s'échapper. Kowalsky propose à Paco de travailler avec lui, affirmant qu'ils gagneraient beaucoup d'argent, mais Paco répond que son rêve est au Mexique (il fait allusion à la révolution mexicaine), et ils se séparent. Dans la dernière scène, cinq soldats mexicains du 51e sont sur le point de tuer Paco dans une embuscade, mais Kowalsky s'en aperçoit, les tue, puis fait ses adieux à Paco en lui criant de continuer à rêver, mais les yeux ouverts.

## Fiche technique
Sauf indication contraire, les informations mentionnées dans cette section peuvent être confirmées par la base de données cinématographiques IMDb,  présente dans la section « Liens externes ».
- Titre original italien : Il mercenario
- Titre français : El mercenario ou Le Mercenaire ou Un tueur professionnel[1]
- Titre espagnol : Salario para matar (Espagne)[2] ; El mercenario (Mexique / Amérique du Sud)
- Réalisation : Sergio Corbucci
- Scénario : Giorgio Arlorio, Adriano Bolzoni, Sergio Corbucci, Franco Solinas, Sergio Spina et Luciano Vincenzoni
- Photographie : Alejandro Ulloa (es)
- Montage : Eugenio Alabiso
- Musique : Ennio Morricone et Bruno Nicolai
- Effets spéciaux : Celeste Battistelli
- Décors : Luis Vásquez
- Costumes : Jurgen Henze
- Maquillage : Raul Ranieri, Alejandro Mello
- Production : Alberto Grimaldi
- Sociétés de production : Produzioni Europee Associate, Delphos Films, Profilms 21
- Pays de production :  Italie /  Espagne
- Format : couleurs par Technicolor - 2,20:1 - Son mono
- Genre : western zapata
- Durée : 103 minutes
- Dates de sortie :
  - Italie : 29 août 1968
  - France : 15 octobre 1969
  - Espagne : 13 avril 1970

## Distribution
- Franco Nero (VF : Jacques Deschamps) : Capitaine Sergei Kowalski, dit « le Polak »
- Jack Palance (VF : René Bériard) : Ricciolo dit « le Bouclé »
- Tony Musante (VF : Roger Rudel) : Paco Roman
- Giovanna Ralli (VF : Tamilah Mesbah) : Columba
- Eduardo Fajardo (VF : Pierre Collet) : Alfonso García
- Franco Giacobini (VF : Fernand Rauzena) : Pepote
- José Luis Zalde (VF : Jacques Hilling) : l'aubergiste
- Álvaro de Luna : Ramón
- Raf Baldassarre : Mateo
- José Canalejas (VF : Claude Joseph) : Sebastian

## Production
Le scénario et le projet étaient initialement destinés au cinéaste Gillo Pontecorvo avec pour vedettes Peter O'Toole, Burt Lancaster et Antonella Lualdi. Plus tard, la production a décidé d'engager Sidney Poitier et de déplacer l'histoire en Afrique, mais Pontecorvo s'est retiré du projet, déclarant qu'il n'aimait pas les westerns.
Par la suite, Sergio Corbucci a été engagé pour réaliser le film, mettant en vedette Franco Nero dans le rôle du Polonais et James Coburn dans le rôle du mercenaire américain, mais la production n'est pas parvenue à un accord avec Coburn. Le rôle du mercenaire polonais revient donc à Nero et celui du Mexicain à Tony Musante dont c'est le premier film italien. Eli Wallach était également envisagé pour le rôle.
Le film a été tourné dans la Communauté de Madrid. L'Ermita de Nuestra Señora de los Remedios de Colmenar Viejo (Madrid) a été l'un des lieux de tournage.

### Musique
Le thème du film, L'arena, composé par Ennio Morricone, a ensuite été réutilisé par Quentin Tarantino dans Kill Bill : Volume 2 (2004).

## Exploitation
Le film précédent du même réalisateur, Le Grand Silence, tourné en 1966, et El mercenario sortent la même année (1968) à cause de problèmes de distribution du premier.

## Accueil critique
D'après un critique du journal Der Spiegel, « ... Cette fois-ci, le réalisateur Sergio Corbucci est détendu et ironique : il fait prendre une douche au gringo blond Kowalski (Franco Nero) au milieu de la révolte des mineurs d'argent mexicains (1910) avec l'eau des gourdes des révolutionnaires assoiffés, et le mercenaire explique l'idéologie révolutionnaire de manière assez claire : "Les riches sont la tête, les pauvres le cul, le dos est la classe moyenne". Mais du "tourbillon de mots d'esprit" issu de l'élan ravageur de nombreuses manifestations arrangées avec vitalité entre les insurgés et les troupes gouvernementales émerge à nouveau un noble personnage clé : le Mexicain Paco a "un rêve" à réaliser ; mais sans son partenaire Kowalski ("Les idéalistes sont l'engrais des cimetières"), qui le tire de chaque situation périlleuse, il ne peut ni vaincre ni survivre. Pour le réalisateur Corbucci, c'est une raison suffisante pour conclure son film parfaitement mis en scène par un message résigné à tous les révolutionnaires de la terre : "Continuez à rêver, mais rêvez avec les yeux ouverts" ».
Pour Horst Königstein, « L'année 1968, au cours de laquelle est sorti El mercenario, a été l'année où les critiques ont exigé du cinéma et du spectateur des positionnements clairs, et pour eux-mêmes les affres de la prise de conscience. Le film de Corbucci était en tout cas le bienvenu, car il fournissait des mots-clés. El mercenario n'est pas tant un film sur les causes que sur les conditions d'une révolution. Corbucci ne se facilite pas la tâche. Contrairement à tous les films précédents, celui-ci doit être qualifié de bavard : tant le dialogue domine, extrêmement pertinent, sarcastiquement chatoyant et d'une sagacité remarquable qui, visuellement, est par moments incroyablement amplifiée visuellement. Qui a jamais eu l'idée d'expliquer le système capitaliste sur le corps d'une femme nue ? La tête représente la classe exploitante dominante et le cul représente le prolétariat ; question cardinale : pourquoi la tête et le cul ne se rejoignent-ils pas ? »
Pour Olivier Père, « [El mercenario] se révèle l’un des films le plus aboutis, autant visuellement que thématiquement, de son réalisateur, Sergio Corbucci. Le film est construit, à l’instar de nombreux westerns italiens, autour de l’opposition dialectique entre deux hommes, le brun et le blond, le Mexicain et l’Européen (ou le gringo américain), l’idéaliste exalté et l’individualiste cynique. [...] Les westerns mexicains de Corbucci sont des rêveries violentes, où les traditions latines de deux continents (corrida, marionnettes et commedia dell’arte) s’entremêlent. Corbucci se livre à un jouissif jeu de massacre et s’inspire non seulement du western américain classique mais aussi de la comédie italienne ».

## Postérité
En 1970, Sergio Corbucci a réalisé un quasi-remake, Compañeros, avec à nouveau Franco Nero dans le rôle d'un mercenaire et Jack Palance dans celui de son antagoniste.